# Directive no 23 du Conseil de contrôle allié
 (avril 2024).
Si vous disposez d'ouvrages ou d'articles de référence ou si vous connaissez des sites web de qualité traitant du thème abordé ici, merci de compléter l'article en donnant les références utiles à sa vérifiabilité et en les liant à la section « Notes et références ».
La directive no 23 du Conseil de contrôle allié est une des mesures du  processus de dénazification de l’Allemagne, promulgué à Berlin le 17 décembre 1945 par le Conseil de contrôle allié, quelques mois après la capitulation du régime nazi le 8 mai précédent. Elle vise à encadrer toute activité sportive et en particulier à en éliminer tout aspect militaire.

## Dénazifier et reconstruire
En mai 1945, au moment de la fin de la Seconde Guerre mondiale, l’Allemagne est en ruines. Tout doit être reconstruit, non seulement les villes quasiment rasées par les bombardements et/ou les combats, mais aussi les infrastructures routières et ferroviaires. Les systèmes économiques et juridiques qui avaient été mis en place et contrôlés par les nazis furent balayés et durent être réinstaurés selon les principes des États de droit. De nombreuses mesures furent établies et appliquées pour purger l’État allemand des extrémistes et des fanatiques qui s’étaient installés dans toutes les composantes de la nation et dans toutes les couches de la société allemande, pendant plus d'une décennie.
Il n’en allait pas autrement pour les volets culturels et sportifs de toute la nation allemande. Très riche dans un passé lointain, mais dont les proches antécédents avaient été influencés et obscurcis par l’idéologie du parti nazi, le tissu social et culturel allemand méritait d’être nettoyé et remis sur pied.
Parmi les mesures visant à dénazifier l’Allemagne, le « Conseil de contrôle des Alliés » publie la directive no 23, qui précise notamment que :
1. Toutes les organisations athlétiques militaires ou paramilitaires (clubs, associations, institutions ou toutes autres organisations) qui existaient avant la capitulation sont désormais interdites ;
2. L’existence d’organisations sportives non militaires locales est autorisée. Ces organisations doivent être limitées au niveau d'un district et ne pourront pas dépasser les limites de ce district sans autorisation du Commandant de la Zone [d’occupation par les troupes alliées]. Ce permis [d’exister] est strictement limité aux sports qui sont considérés comme n’ayant aucune importance militaire ;
3. La création de chaque nouvelle organisation sportive locale exige l'approbation des autorités d'occupation alliées locales. Les activités des nouvelles organisations sportives se feront sous la supervision de cette même autorité et devront être focalisée sur l'éducation physique des jeunes, la santé, l’hygiène et les loisirs à l'exclusion de tout caractère militaire.

La directive interdit aussi d’employer les anciennes appellations.
Les règles énoncées ci-devant visaient clairement à empêcher le rassemblement ou la formation d’organismes ayant toujours le national-socialisme pour toile de fond.

## Conséquences de la directiveno23
La directive no 23 impliqua par exemple qu’un joueur habitant dans un district déterminé, par exemple le « district d’Alt-Treptow » à Berlin, ne pouvait jouer que pour l’équipe de ce district, même si précédemment il était affilié dans une formation localisée dans un autre district, proche ou éloigné.
La directive amena certaines situations saugrenues : ainsi, dans certains districts étaient recensés 6 gardiens du but mais aucun attaquant, alors que dans une autre zone, la situation inverse se produisait. Ce souci influença les premières rencontres qui furent autorisées car elles connurent des résultats parfois fortement disproportionnés.
Ce fut pour cette raison que se constituèrent des SG ou Sportgruppe (parfois appelés Sportgemeinschaft ou Spielgemeinschaft). La directive no 23 s’appliqua à tout le territoire allemand, mais ses effets les plus visibles eurent lieu à Berlin, où le nombre de clubs existant avant, et même pendant, la guerre était très élevé. Chaque quartier berlinois eut son Sportgruppe et à de nombreux endroits, les districts durent être partagés en zones géographiques (Nord, Sud, Est, Ouest).
De nombreux clubs dissous au printemps 1945 se reconstituèrent pendant l’automne de la même année sous la forme de SG. Dès 1947, ils reprirent soit leur ancienne appellation, soit une dénomination adaptée (quelques équipes en demandèrent l’autorisation dès 1946). Certains cercles changèrent d’appellation. D’autres fusionnèrent entre eux. Plusieurs ne réapparurent jamais. Ce fut évidemment le cas dans les territoires n’étant plus sous contrôle allemand comme en Silésie ou dans l’ancienne province de Prusse-Orientale, mais aussi au cœur de l’Allemagne.
Plusieurs Sportgruppe créés en 1945 reprirent par la suite l’héritage et les traditions de cercles dissous par les nazis en 1933 (comme ce fut le cas de presque tous les clubs qui appartenaient à des ligues ouvrières, et qui furent interdites dès l’arrivée au pouvoir du régime hitlérien).

## Sources & liens externes
- (de) Site du SV Treptow 46, partie Histoire
- Alfred Grosser, L'Allemagne de notre temps, Paris, 1978
- Joseph Rovan, Histoire de l'Allemagne, collection Points Histoire, éditions du Seuil, 1999